# Busverkehr in Nowosibirsk

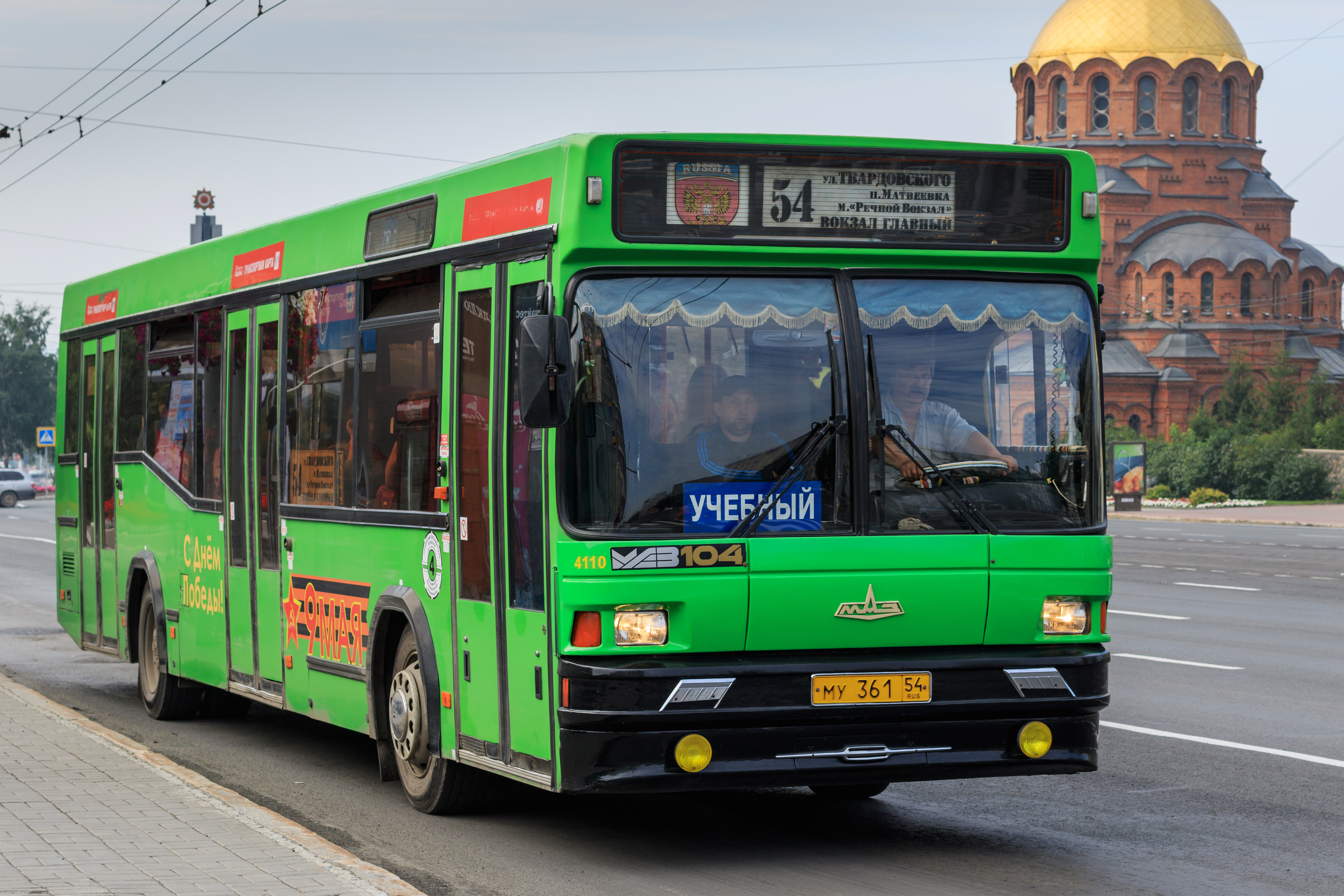
Wagen 4110 folgt am 23. Juli 2016 der Linie 54

Der Busverkehr in Nowosibirsk ist ein Teil des Nowosibirsker Personennahverkehrs.

## Geschichte
Die erste Linie wurde im Sommer des Jahres 1923 eröffnet: Die Busse verkehrten zwischen dem Bahnhof Nowosibirsk-Glawny, dem Stadtzentrum und dem Bezirk Sakamenskij (dem Gebiet, in dem sich heute die Staatliche Öffentliche Wissenschaftlich-Technische Bibliothek befindet). Im Jahr 1937 umfasste das Nowosibirsker Bussystem 30 Busse und 4 Linien. Im Jahr 1985 umfasste die Busflotte mehr als 1600 Busse. Seit den 1990er Jahren bedienen die private Transportunternehmen zusammen mit dem kommunalen Betreiber Buslinien in Nowosibirsk.

## Routen
Zurzeit besteht das Liniennetz aus 52 Linien, die von Bussen mit einer Länge von über 10 Metern bedient werden (3, 4, 5, 6, 7, 8, 11, 13, 14, 16, 18, 18к, 20, 21, 23, 28, 29, 30, 31, 32, 34, 35, 36, 37, 39, 41, 42, 44, 45, 46, 50, 51, 53, 54, 55, 57, 59, 60, 61, 64, 65, 68, 69, 73, 77, 79, 88, 91, 95, 96, 97, 98), und 17 Linien, die von kleineren Bussen bedient werden (1, 9, 10, 15, 19, 24, 27, 40, 43, 48, 49, 52, 52к, 58, 67, 72, 74).

## Fahrzeuge
Die Busflotte besteht aus Modellen wie den russischen PAZ-3205, LiAZ-5256, LiAZ-5293 und NefAZ-5299, den belarussischen MAZ-103, MAZ-104, MAZ-206 und MAZ-226 mit Verbrennungsmotor. Die lokalen Behörden planten, dass bis 2020 mindestens 50 % der Busse Erdgasfahrzeuge sein werden. Im Jahr 2012 wurde ein spezieller Batteriebus auf der Basis des NefAZ-5299 getestet.